# 岡本良一
岡本 良一（おかもと りょういち、1913年4月29日 - 1988年8月2日)は、日本の歴史学者。

## 略歴
大阪府大阪市生まれ。1938年、京都帝国大学文学部史学科を卒業。
明浄高等女学校教諭を経て、1942年から大阪市に職員採用され、大阪城天守閣に配属され、大阪城主任として1968年3月に退職するまで26年間天守閣に勤務する。
退職後に、関西大学、羽衣学園短期大学の講師となる。大阪市史料調査会・理事、堺市立博物館・初代館長などを歴任する。1969年3月から研究・著作に専念する。
1988年8月2日、大阪市内の病院で肝臓癌で死去。

## 業績
- 大坂城の研究家として、文献の研究や遺構発掘などを行い大阪城天守閣を研究施設として充実させる[1]。
- 日本近世史を専門とし、民衆史の分野での業績を残した[2]。

## 受賞歴
- 1974年、大阪市民表彰（文化功労） - 大阪市[1]
- 1983年（昭和58年）、大阪文化賞受賞[4]

## 著書
- 『大塩平八郎』創元社〈創元歴史選書〉、1956年9月30日。(要登録)
  - 『大塩平八郎』創元社、1975年9月10日。(要登録) ※上記の改訂版
- 『大坂冬の陣夏の陣』筑摩書房〈グリーンベルト・シリーズ 43〉、1964年6月30日。(要登録)
  - 『大坂冬の陣夏の陣』創元社〈創元新書 16〉、1972年1月10日。(要登録) ※上記を復刊したもの
- 『戦国武将25人の手紙』朝日新聞社、1970年8月10日。(要登録)
- 『大坂城』1970年 岩波新書
- 『大阪の世相』毎日放送〈毎日放送文化双書7〉、1973年11月20日。(要登録)
- 『図説 大坂の陣』創元社、1978年10月10日。(要登録)
- 『大阪城400年』1982年 大阪書籍
- 『乱・一揆・非人』柏書房、1983年5月20日。(要登録)
- 『大阪の歴史―史跡めぐり』1989年 岩波書店

### 研究論文
- 「大都市の打毀しとその主體勢力―大阪の場合―」『日本史研究』第12号、日本史研究会、1950年6月30日、39-47頁、ISSN 0386-8850。(要登録)